# Tour 2 Garde
Pour les articles homonymes, voir Tour de garde.
Tour 2 Garde est un groupe de hip-hop ivoirien, originaire d'Abidjan. Il est composé de Koné Diarra Adama (Jimmy James), et d'Arthur Koya (Thura). Après deux albums en 2004 (Dieu seul le sait) et 2006 (Terre promise), le duo annonce à partir de 2011 la sortie d'un nouvel album, Hier, aujourd'hui et demain.

## Biographie
Tour 2 Garde est formé vers le début des années 2000 à Abidjan par Koné Diarra Adama (Jimmy James), et Arthur Koya (Thura). Le groupe s’illustre à partir de 2004, avec des chansons, comme Dieu seul le sait, Cœur blessé, et Blé Blé, Paix et Ya fohi, qui sont incluses dans leur premier album studio, intitulé Dieu seul le sait. En 2006 sort leur deuxième opus, Terre promise.
Le duo annonce à partir de 2011 la sortie d'un nouvel album, Hier, aujourd'hui et demain. L'album est publié en 2013 toujours chez Serial Kill Music.. Thura explique que l'album « c’est un voyage musical. C’est un peu l’histoire de Tour 2 Garde hier, aujourd’hui et demain. C’est notre vision de la musique, de ce qu’elle doit être aujourd’hui, et de ce qu’elle doit être dans l’avenir. Nous, notre but c’est d’impacter véritablement la musique africaine. Donc on a une lecture de la chose qui est un peu différente, c’est pourquoi notre musique est différente. Donc c’est un mélange de tout ça, de toutes les influences musicales qu’on a. »
En juin 2015, Tour 2 Garde est nommé dans la catégorie « meilleur artiste francophone » aux MTV Africa Music Awards. En avril 2017, Tour 2 Garde publie son dernier clip intitulé Wari en featuring avec le rappeur ivoirien Abou Debeing, du label Wati B de Sexion d’Assaut. À cette période, il enregistre déjà près de 15 000 vues en trois jours sur YouTube.

## Discographie
- 2004 : Dieu Seul sait
- 2006 : Terre Promise
- 2013 : Hier, aujourd'hui et demain